# Zebrasoma flavescens

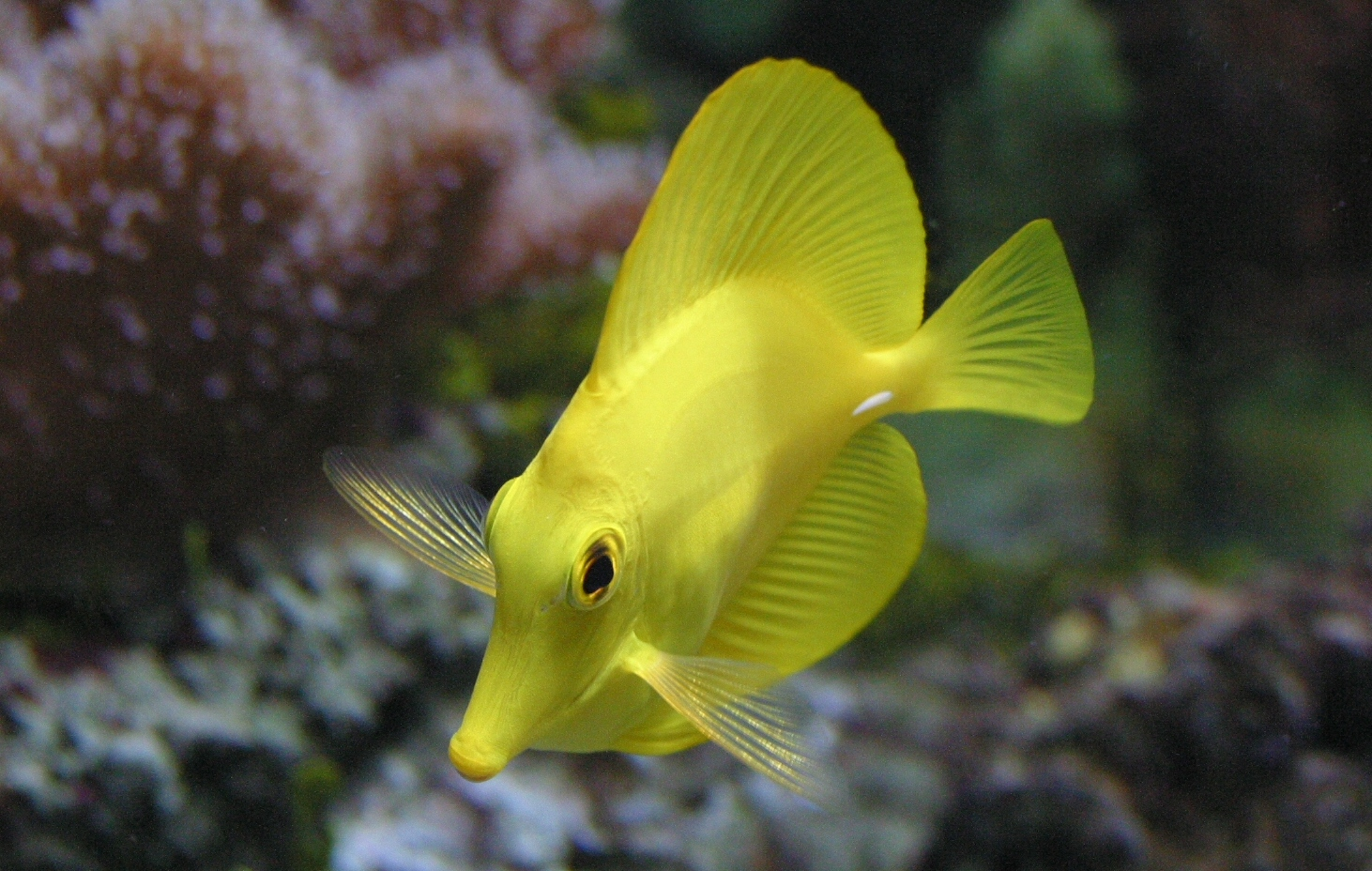
Vista superior

Zebrasoma flavescens és una espècie de peix pertanyent a la família dels acantúrids.

## Descripció
- Pot arribar a fer 20 cm de llargària màxima.
- 5 espines i 23-26 radis tous a l'aleta dorsal i 3 espines i 19-22 radis tous a l'anal.
- Boca petita.
- És de color groc brillant.[3][4]

## Alimentació
Menja algues.

## Hàbitat
És un peix marí, associat als esculls i de clima tropical (24 °C-28 °C; 30°N-8°N, 127°E-79°W) que viu entre 2 i 46 m de fondària (normalment, entre 3 i 46).

## Distribució geogràfica
Es troba al Pacífic (les illes Ryukyu, Mariannes, Marshall, Wake i Hawaii). També és present a les costes de Florida (els Estats Units).

## Ús comercial
És una espècie popular com a peix d'aquari i la més exportada des de Hawaii.

## Observacions
És inofensiu per als humans.